# زرقت الغربية (زرقات)
زرقت الغربية هي إحدى مشيخات المملكة المغربية، تتبع جغرافيا لإقليم الحسيمة وإداريًا لزرقات. يقدر عدد سكانها بـ 3433 نسمة حسب الإحصاء الرسمي للسكان والسكنى لسنة 2004.